# フィリップス・レコード
フィリップス・レコード (Philips Records) は、オランダの電気メーカー「フィリップス」が創設したレコード・レーベルである。

## 歴史
フィリップス・レコードは、オランダの大企業フィリップスによって、1950年代初頭に設立された。フィリップスは1951年にオランダのバーンに近代的な工場を設立し、Philips Phonografische Industries (PPI) を通じてレコード事業に乗り出した。クラシック系ではアムステルダム・コンセルトヘボウ管弦楽団、ハーグ・フィルハーモニー等、ポピュラー系ではジュリエット・グレコ、イヴ・モンタン等を擁していた。
アメリカ市場では1953年に米コロムビアがフィリップスと提携してエピック・レコードを創設、販売窓口となっていた。ユニバーサル ミュージック グループの一部にある。フィリップス・クラシック・レコードは同社のクラシック音楽部門であったが、現在はユニバーサルミュージックのデッカ・レコードに統合されている。長らく茶色の横帯がジャケットに入るのが特徴だった。

### 沿革
- 1951年 フィリップスにより創設。
- 1957年5月27 - 28日 初のステレオ録音を、アムステルダムにて行う。エドゥアルト・ファン・ベイヌム指揮によるロイヤル・コンセルトヘボウ管弦楽団による演奏で、ドビッシー作曲の「海」、「夜想曲」、「英雄的な子守歌」、「スコットランド風行進曲」を録音[注釈 1]。
- 1962年 シーメンス傘下のドイツ・グラモフォン（DGG）と業務提携しDGG/PPIグループを形成。
- 1971年 シーメンス・フィリップス両者合弁のポリグラムを持ち株会社として、グラモフォンとともに同社の傘下に入る。
- 1972年 ポリドール・レコードと統合し、ポリグラムに移管。
- 1979年11月12 - 13日 初のデジタル録音を、アムステルダムで行う。コリン・デイヴィス指揮によるロイヤル・コンセルトヘボウ管弦楽団による演奏で、ムソルグスキー作曲の組曲「展覧会の絵」（ラヴェル編曲）と「はげ山の一夜」（ニコライ・リムスキー＝コルサコフ編曲）[注釈 2]。
- 1982年10月21日 コンパクト・ディスク・ソフトの発売を開始する。CD第1号は、イ・ムジチ合奏団によるヴィヴァルディ作曲の協奏曲集「四季」（コンミス：ピーナ・カルミレッリ、CD番号：410 001-2。1982年7月のデジタル録音による音源）。ちなみにCD製造は、当時の西ドイツのポリグラムのハノーファー工場にて行う。
- 1998年 ポリグラムはMCAと統合、ユニバーサルミュージックを作り、フィリップスはその一部に入る。
- 2007年 クラシック部門が、デッカ・ミュージック・グループの傘下に入る。
- 2009年 クラシックでフィリップス原盤でのPHILIPSロゴの表示が一切停止され、全てDECCAに置き換わる。

資本的にフィリップス系列を離れたことから、これまでフィリップス・レーベルで発売された音源の内、クラシック以外は順次マーキュリー・レーベルに切り替えられた。クラシックのみフィリップス・レーベルが存続していたが、2009年からは、順次デッカ・レーベルで再発売されている。

### ポピュラー音楽
- ダスティ・スプリングフィールド[注釈 3]
- フランキー・ヴァリ[注釈 4]
- ボビー・ヘブ[注釈 5]
- フランス・ギャル[注釈 6]
- ポール・モーリア[注釈 7]

### クラシック音楽
- ウィレム・メンゲルベルク
  - フィリップス・レコード発足時にはすでに戦時中ナチス・ドイツに協力したとして引退させられていたが、戦前戦中の録音がフィリップスから発売されている。
- ヨーゼフ・シゲティ
- ハンス・クナッパーツブッシュ
- クララ・ハスキル
- エリー・アーメリング
- エドゥアルト・ファン・ベイヌム
- カール・ベーム
- オイゲン・ヨッフム
- ネヴィル・マリナー
- スヴャトスラフ・リヒテル
- クラウディオ・アラウ
- ヘンリク・シェリング
- アルテュール・グリュミオー
- サルヴァトーレ・アッカルド
- ヴィクトリア・ムローヴァ
- コリン・デイヴィス
- キリル・コンドラシン
- アルフレート・ブレンデル
- イングリット・ヘブラー
- ベラ・ダヴィドヴィチ
- セヴェリーノ・ガッゼローニ
- ハインツ・ホリガー
- ジョン・エリオット・ガーディナー
- ベルナルト・ハイティンク
- 小沢征爾
- リッカルド・ムーティ
- マルタ・アルゲリッチ
- ホセ・カレーラス
- フランス・ブリュッヘン
- 内田光子
- ヴァレリー・ゲルギエフ
- ロイヤル・コンセルトヘボウ管弦楽団
  - オランダを代表するオーケストラとして、メンゲルベルクからハイティンクまでの歴代首席指揮者の録音を残した。
- ベルリン・フィルハーモニー管弦楽団
- ウィーン・フィルハーモニー管弦楽団
- バイエルン放送交響楽団
- バイロイト祝祭管弦楽団
- ボストン交響楽団
- ロンドン交響楽団
- マリインスキー劇場管弦楽団
- サイトウ・キネン・オーケストラ
- 18世紀オーケストラ
- イングリッシュ・バロック・ソロイスツ
- イ・ムジチ合奏団
- イタリア合奏団

## 日本での事業
日本では、1956年に日本コロムビア系列の日蓄工業よりエピック・レコードとして発売されたのが最初である。但し、この時点ではオランダ・フィリップス（以下、蘭フィリップス）との直接契約ではなく、米コロムビア経由の発売であった。その為、エピック・レコードの中には、蘭フィリップスにはない米独自の原盤によるものも含まれていた。ジョージ・セル指揮クリーヴランド管弦楽団の録音など。日蓄工業は当初発売も販売も自社で行っており、1956年7月27日に日本レコード協会にも加盟していた。
1959年3月新譜より日蓄工業の販売元が日本コロムビアに移り、エピック・レコードも日本コロムビアの月報に掲載されるようになった。
その後、日本ビクター（現：JVCケンウッド）と蘭フィリップスが提携し、1960年10月新譜を第1回目として販売を開始する。国内でフィリップスのレーベルが登場したのはこの時が最初だった。尚、日本コロムビアから発売されていたエピック・レコードに関しては、蘭フィリップス原盤によるものはカタログから消えたが、米コロムビア原盤のものはそのまま日本コロムビアからの継続販売となっている。従ってエピックというレーベルが消滅したわけではない。
1966年3月新譜より、国内制作の邦楽レコードの販売を開始。第1弾はザ・スパイダースの『ノー・ノー・ボーイ』だった。邦楽制作開始当時は、新興楽譜出版社が原盤の共同制作に当たっていた。
1970年6月1日に蘭フィリップス、日本ビクター、松下電器産業（現：パナソニックホールディングス）の三社合弁で「日本フォノグラム株式会社」が設立され、日本ビクターから独立する。業務開始は同年6月21日からである。
これに伴い、フィリップス・レコード月報の発行会社が、1970年7月号より従来の日本ビクターから日本フォノグラムに変更されている。
1984年に自社販売から、ポリドールに販売元を移管する。
1979年から1987年までは、「ベルテルスマン」が買収した「アリスタ・レコード」の発売を担当していた。その後、ポリグラムの買収によりグループの一社となる。海外アーティスト・クラシックの販売業務などについては1993年までに日本ポリグラムに事業移管される。1988年頃、邦楽部門から撤退。1992年から邦楽部門再開。8cmCD規格パーティには当初加盟しなかった。
1995年にマーキュリー・ミュージックエンタテインメントに社名変更し、2000年には親会社にあたるユニバーサルミュージックに事業譲渡して解散。レーベルおよび制作部門は旧キティ・エンタープライズと合流した社内カンパニー「キティMME」を経て「ユニバーサルシグマ」となっている。
PHILIPSロゴが停止したのに伴い、日本フォノグラム時代より発売されているキャロルのアルバムやCD選書などの旧譜のカタログは規格品番・価格変更はないが、随時ユニバーサルレーベルロゴと制作元のクレジットがユニバーサルミュージック・USMジャパンに変更された上で、製造出荷されている。
フィリップス・レコード、マーキュリー・ミュージックエンタテインメント、キティMMEからリリースされた楽曲の原盤権は、基本的にユニバーサル ミュージック合同会社が承継している。

### 所属していたアーティスト
あ行
- 麻田ルミ
- あみん（岡村孝子・加藤晴子）
- 石川セリ
- 石毛礼子
- 伊藤敏博

伊藤敏博とあみんの原盤権はヤマハミュージックパプリッシングが所持しているため、現在伊藤はテイチクエンタテインメントから、あみんはキングレコードから発売中。
- 泉アキ
- 泉ピン子
- いんぐりもんぐり（邦楽撤退でポニーキャニオンへ移籍）
- 内田喜郎
- 江美早苗
- 大塚博堂
- 尾崎紀世彦
- 大橋純子（ → EPIC・ソニー → バップ）

か行
- 柏原芳恵（デビュー当時より永らく所属 → 東芝EMI → フリーボード）
- 金子由香利
- 金子晴美
- 加橋かつみ（ → ビクター）
- 川辺妙子（1969年から1973年にかけて、フィリップスからシングルを6枚リリース[11]。ムード歌謡風の曲を歌っていた女性歌手）
- キャロル（矢沢永吉・ジョニー大倉）

さ行
- 斎藤こず恵
- 斉藤とも子
- ザ・カーナビーツ（アイ高野）
- ザ・サベージ（寺尾聰）
- ザ・ジャガーズ
- ザ・スパイダース（堺正章、井上順（※）、かまやつひろし（※））
- ザ・テンプターズ（萩原健一）
- 佐藤恵利
- 沢田聖子（日本クラウン → フィリップス → 東芝EMI → キング → クラウン復帰 → SMC（所属事務所のインディーズレーベル））
- SALLY
- 少女隊（所属事務所ボンド企画が設立したブロードウェイレーベルに在籍していたが、フォノグラムの邦楽部門一時撤退により、柏原芳恵と共に東芝EMIへ移籍）
- 神保美喜

た行
- 田中久美（第8回ホリプロTSCグランプリ）
- ダニーロング・プロジェクト（1981年にビーイングの長戸大幸が企画した氷室京介や高橋ジョージらが参加したカバープロジェクト。1993年9月にCD復刻）
- つのだ☆ひろ（ → ディスコメイト）

な行
- 直江喜一
- 内藤やす子（日本コロムビア → ラジオシティレコード → フィリップス → テイチクエンタテインメント → BMGビクター → 日本コロムビア → 地中海 → ユニバーサルミュージック）

は行
- 長谷川きよし※

いずれも日本ビクター時代（※は日本フォノグラムとして独立後も在籍）。原盤権はシンコー・ミュージック・エンタテイメントが所持しているため、現在はクロニクルから発売中。
- P.T.A.（岡浩也）
- 飛行船
- フィンガー5（ → ポリドール）
- 布施明（キング → フィリップス → 日本コロムビア → アップフロントワークス〈zetima → Rice Music〉 → ユニバーサルシグマ）
- ザ・ブロード・サイド・フォー
- ポール・モーリア
- 本田恭章

ま行
- 黛ジュン（キャピトルレコード（東芝音工） → フィリップス → キャニオンレコード → CBS・ソニー）
- マイク眞木
- 野口ひでと（オックス解散後、ビクターからソロ・デビュー後にフィリップス移籍。『全日本歌謡選手権』にて10週を勝ち抜き、山口洋子の命名で真木ひでとに改名・CBS・ソニーから再デビュー）
- 又吉&なめんなよ
- 松居直美（日本コロムビアへ移籍）
  - よせなべトリオ（松居が出演していたテレビ番組『欽ドン!』でのユニット。他のメンバー・小柳みゆきのレーベル契約の関係で、フィリップスは西日本地区限定発売。東日本地区は小柳が所属したフォーライフ・レコードが発売）
- 皆川おさむ
- みのや雅彦
- 村木賢吉
- 桃井かおり
- 森山良子※
- もんた&ブラザーズ（もんたよしのり）

や行
- 矢野顕子（ → ジャパン・レコード → ミディ → EPIC・ソニー → ヤマハミュージックコミュニケーションズ → SPEEDSTAR RECORDS）
- 由美かおる

ら行
わ行